# Ligamenvirales
Ligamenvirales is een orde van lineaire virussen die archaea aanvallen. Ze bevatten dubbelstrengs DNA. De orde is in 2012 voorgesteld door D. Prangishvilli en M. Krupovic. De naam Ligamenvirales is afgeleid van het Latijnse 'ligamen', wat 'streng' of 'draad' betekent.

## Taxonomie
Er zijn twee families binnen deze orde: Lipothrixviridae en Rudiviridae. De virionen hebben een eiwitmantel met een helix-structuur.
De eiwitmantels van beide families hebben een speciale vier-helix-topologie en virussen van beide families delen 10 genen. De genomen zijn niet-gesegmenteerd lineair en hebben twee strengen.